# Raul Martins Machado
Raul Martins Machado (22 de setembre de 1937 - 22 d'octubre de 2023) va ser un futbolista portuguès que jugava com a defensa central.

## Carrera de club
Nascut a Matosinhos, Machado va fitxar pel club de la seva ciutat natal, el Leixões, als 21 anys. Durant les tres temporades que hi va estar, els va ajudar a mantenir-se a la Primeira Divisão i a guanyar la Copa de Portugal de 1961.
Les seves actuacions el van portar al Benfica el 1962, i va debutar el 21 d'octubre de 1962, en una victòria fora de casa contra el Belenenses. A causa d'una lesió de Germano, va jugar 37 partits al centre d'una formació WM, guanyant el títol de lliga i perdent lafinal de la Copa d'Europa de 1963. Va jugar com a titular la final de la Copa d'Europa de 1963, que el Benfica va perdre contra l'AC Milan per 2 a 1 a l'estadi de Wembley a Londres, una derrota que va trencar una ratxa consecutiva de dues victòries portugueses a la Copa d'Europa, i que representà també la primera victòria italiana en la competició.
La temporada següent, va perdre la seva posició de titular a favor de Luciano, jugant la majoria dels seus partits a la copa nacional, que el club va conquerir amb èxit.  Després d'un any a la banda dreta de la formació WM,  Machado es va adaptar fàcilment al 4–4–2, que era més comú, el 1965 i va jugar quatre temporades més al Benfica.
Machado va fer parella amb Germano i més tard amb Jacinto Santos, guanyant tres títols de lliga més i perdent una tercera final de la Copa d'Europa.   Va jugar com a titular la final de la Copa d'Europa de 1965, que el Benfica va perdre contra l'Inter de Milà per 0 a 1 a San Siro, la segona victòria consecutiva de l'Inter en la competició.
Amb el ràpid ascens d'Humberto Coelho, va marxar el 1969 amb 193 partits i set gols, retirant-se després d'una última temporada al Leixões.

## Carrera internacional
Machado va jugar 11 vegades amb la selecció nacional en un període de sis anys. Va ser convocat per primera vegada pel seleccionador José Maria Antunes el 1962, per jugar la fase preliminar de la Copa d'Europa de Nacions de 1964 contra Bulgària. Va jugar els dos partits, el 7 de novembre i el 16 de desembre, però Bulgària va avançar després d'un 1-0 a la repetició. A causa de la forta competència en la seva posició, no va participar a la Copa del Món de la FIFA de 1966, però va reaparèixer a les fases de classificació per a l'Eurocopa de 1968 de la UEFA el 1967.

## Mort
Machado va morir el 22 d'octubre de 2023, als 86 anys.

## Palmarès
Leixões
- Taça de Portugal: 1960–61

Benfica
- Primera Lliga: 1962–63, 1963–64, 1964–65, 1966–67, 1967–68, 1968–69
- Taça de Portugal: 1963–64, 1968–69
- Taça d'Honra (4)
- Subcampió de la Copa d'Europa: 1962–63, 1964–65, 1967–68
- Subcampió de la Copa Intercontinental: 1962